# Mentana
Mentana è un comune italiano di 22 652 abitanti della città metropolitana di Roma Capitale nel Lazio.

## Geografia fisica

### Clima
- Classificazione climatica: zona D, 1641 GR/G

## Storia

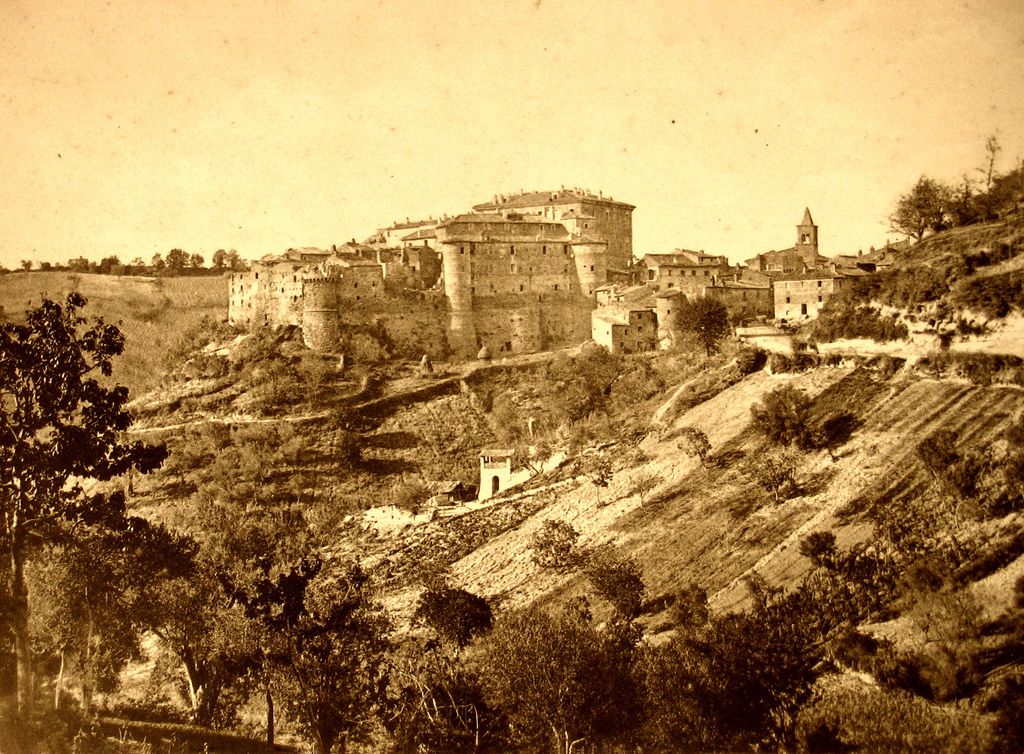
Veduta generale di Mentana nel 1865, fotografata dai fratelli D'Alessandri

L'abitato di Mentana si sviluppò a partire dall'VIII secolo in seguito all'abbandono dell'antica Nomentum, che aveva avuto una discreta espansione come centro di produzione del vino e per la presenza di una stazione termale (Aquae Labanae, nell'attuale località di Grotta Marozza di Monterotondo). Nel 741 subì una breve occupazione ad opera dei Longobardi e l'abitato si spostò a maggior distanza dalla via Nomentana, in posizione meglio difendibile. Il 23 novembre dell'anno 800 fu sede dell'incontro tra Carlo Magno e papa Leone III.
Il castello di Nomentum fu un possesso dell'importante famiglia romana dei Crescenzi tra il X e l'XI secolo. Nel 1058 la città venne distrutta dai Normanni (Regno di Sicilia) e l'abitato si restrinse drasticamente, mentre il castello passò alla famiglia dei Capocci; in seguito fu compresa fra i possedimenti papali e fu affidata ai monaci benedettini di San Paolo fuori le mura.
Nella seconda metà del Trecento ne era in possesso la famiglia Orsini e nel 1484 subì gravi danni per un terremoto. Passò quindi nel 1594 al principe di Venafro, Michele Peretti, e nel 1655 venne ceduta al principe Marcantonio Borghese che ne divenne marchese.
Il "18 ventoso" del 1798 Mentana è ammessa nella Repubblica Romana napoleonica.
Il 3 novembre del 1867 fu teatro della battaglia di Mentana, a conclusione della Campagna risorgimentale dell'Agro Romano per la liberazione di Roma voluta da Giuseppe Garibaldi al grido di "Roma o Morte!" e iniziata a settembre nel viterbese. I volontari garibaldini provenienti da 216 comuni italiani e da nazioni quali l'Ungheria e la Russia furono sconfitti dai pontifici e dai francesi accorsi in difesa di Pio IX mentre si stavano trasferendo da Monterotondo a Tivoli il 3 novembre 1867.
Durante la seconda guerra mondiale, il paese fu scenario di eccidi da parte di truppe tedesche e di un bombardamento alleato che causò 42 vittime.

## Monumenti e luoghi d'interesse

### Architetture religiose
- Convento dei Frati Minori Cappuccini - Convento dei Frati Minori Cappuccini, pittoresco convento del 1609 sito a circa 2 chilometri da Mentana, patrimonio storico delle comunità circostanti. Qui visse ed operò miracoli san Crispino da Viterbo dal 1703 al 1709. Esiste ancora il pozzo di acqua sorgiva che serviva al santo fraticello per innaffiare l'orto, situato a nord del convento. Garibaldi fece del convento il suo punto di riferimento sia nel 1849 sia nel 1867: a quest'ultima data risale la scheggiatura del portale della chiesa, provocata da una cannonata sparata dal palazzo Piombino dai papalini contro i garibaldini accampati in convento. Nella piccola chiesa di San Francesco, vi si conservano tele del secolo XVII (pala dell'altare maggiore e del coro) e del secolo XVI (Santa Lucia e Sant'Agata nel coro) ed altre opere di data più recente.
- Chiese di San Nicola - Trattasi di due chiese: la chiesa di San Nicola arcaica, sita in via III Novembre, presso il centro storico di Mentana, e la chiesa nuova, sita presso l'incrocio di Via G. Amendola (sorta di prosecuzione della suddetta via III Novembre) e Via Reatina.

### Architetture militari

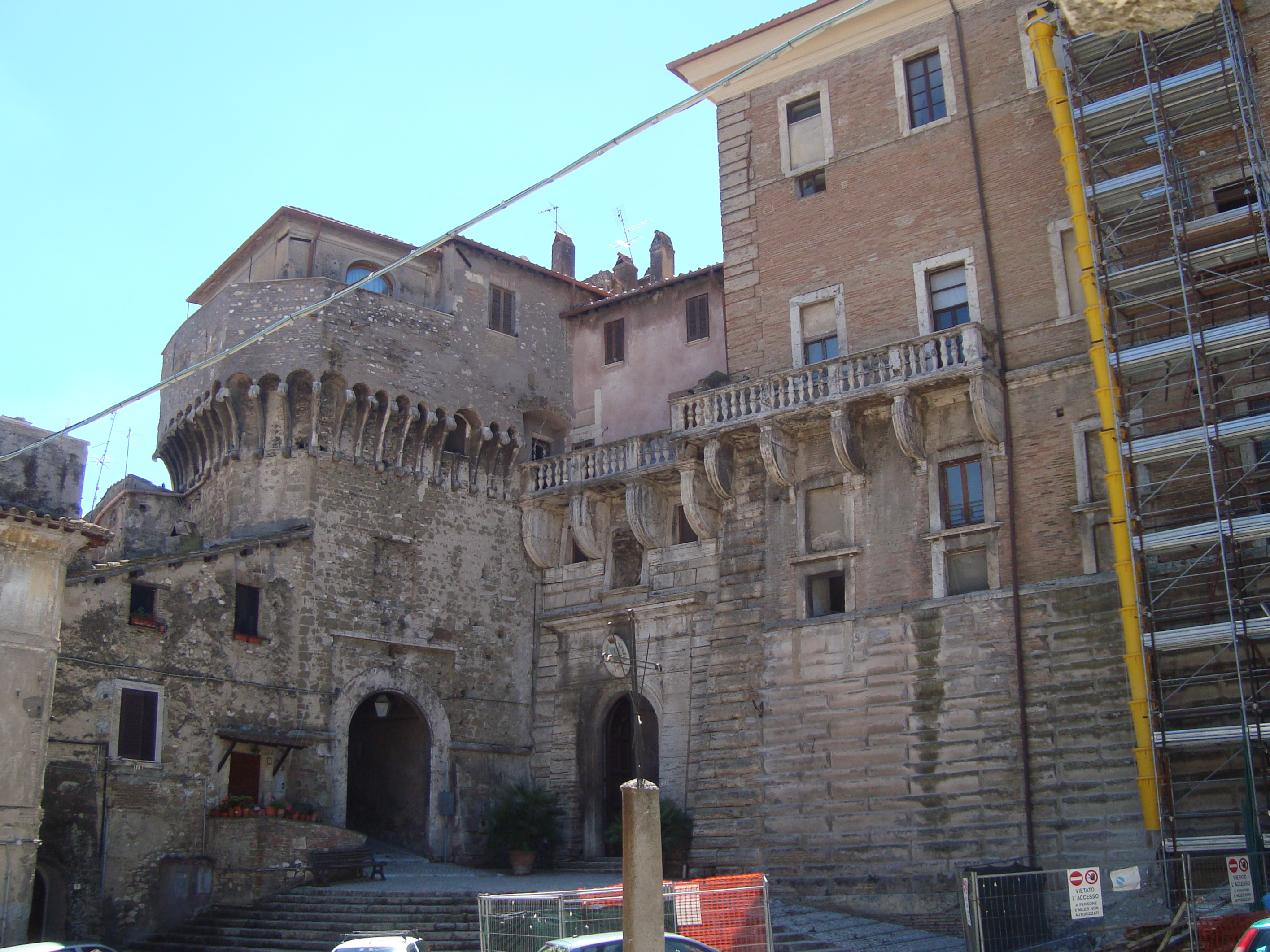
Castello

- Palazzo Crescenzio all'interno di un piccolo borgo fortificato: risalente in origine intorno all'anno 1000, si presenta attualmente in una ricostruzione più tarda. Ospita la Biblioteca Comunale

### Architetture civili
- Palazzo Borghese: dopo il crollo di un'ala dello stesso, si presenta, dopo un decennio di restauri, nella forma odierna
- A Mentana, nella frazione di Casali, sorge inoltre la villa, costruita dall'architetto Andrea Busiri Vici negli anni sessanta dello storico dell'arte Federico Zeri, che lo stesso ha legato, tramite testamento, all'Università di Bologna, che ha assorbito anche le sue collezioni e la ricca biblioteca.
- Sempre nella frazione Casali è presente il casale della Vigna Santucci, quartier generale di Garibaldi nella battaglia di Mentana del 1867, ed ora di proprietà privata, e l'arco della Vigna Santucci all'inizio della via omonima.

### Altro

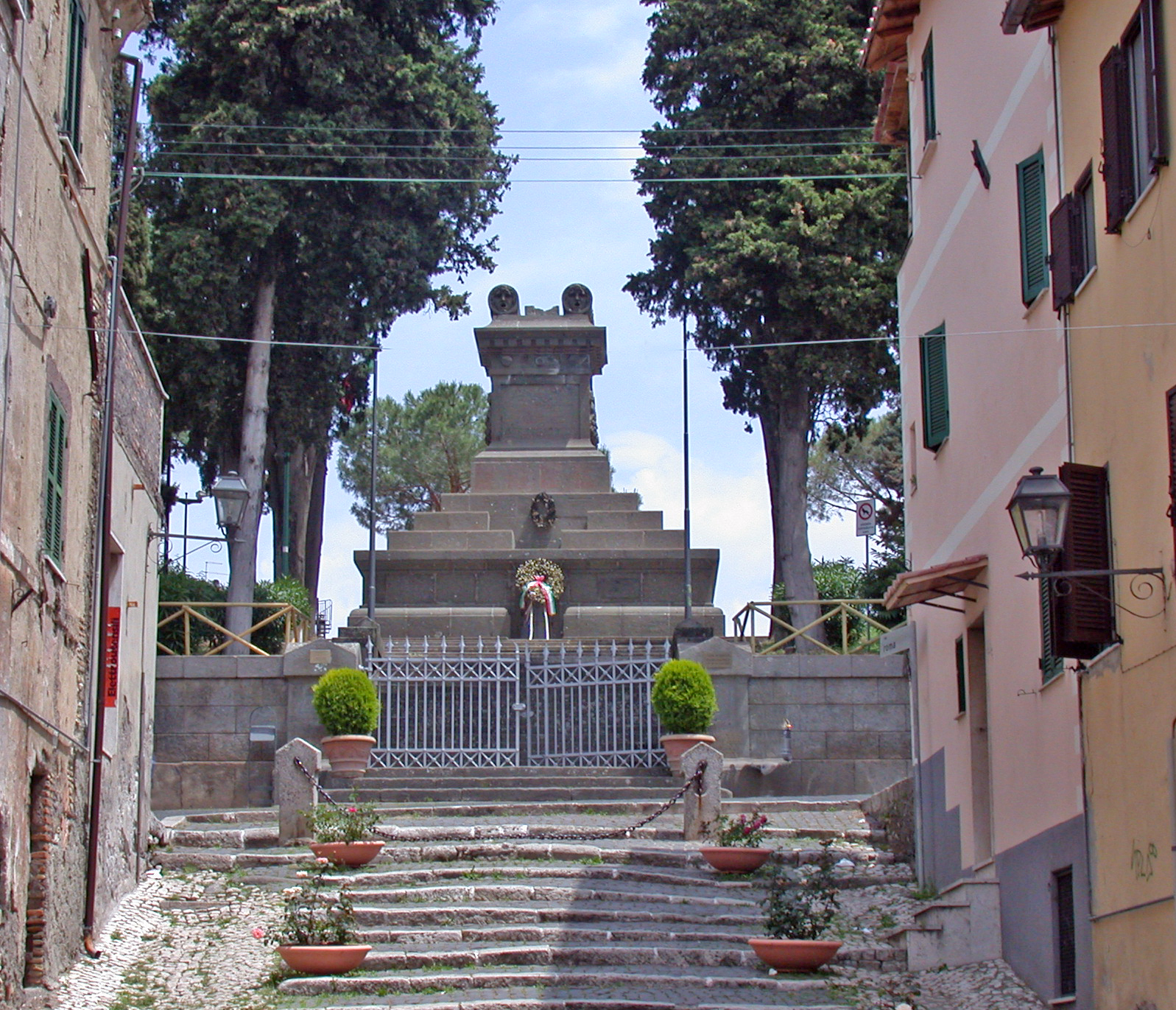
L'ara-ossario in onore dei caduti garibaldini nella Campagna dell'Agro Romano per la liberazione di Roma nel 1867

- Attiguo al museo nazionale della campagna dell'Agro Romano per la liberazione di Roma, ora MuGa, Museo Garibaldino, vi è il parco della Rimembranza in cui sorge l'ara-ossario[8]. Conserva i resti dei volontari garibaldini caduti nella intera Campagna del 1867, opera dell'architetto Fallani (anno 1867). Tra i nomi dei caduti scolpiti ai lati del monumento ci sono quelli dei fratelli Cairoli, di Giuditta Tavani Arquati e di suo marito Francesco Arquati, di Monti e di Tognetti la cui decapitazione per mano del governo pontificio avvenne nel 1868. Il dépliant del Comune di Roma, assessorato alle politiche culturali è errato quando scrive che i caduti nelle battaglie per Roma-Capitale dal 1849 al 1870 sono nel mausoleo del Gianicolo. I Volontari caduti per Roma Capitale nella Campagna del 1867 sono tutti a Mentana. Presenti anche un cippo ai caduti del bombardamento alleato del 1944, i caduti nella lotta di liberazione. Dal 25 novembre 2007 presente un cippo dedicato ai caduti di Nassirya. Una targa marmorea inaugurata il 30 maggio 2010 ricorda la medaglia d'oro al V.M. Nicola Calipari. Il 3 novembre 2017, in occasione dei 150 anni della Battaglia di Mentana è stata inaugurata una nuova sala multimediale, attigua al MuGa.
- Cimitero di Mentana, dove si trova il mausoleo dedicato dallo scultore francese di origini cecoslovacche Jacques Zwobada (autore di una statua equestre a Simón Bolívar eretta a Quito capitale dell'Ecuador) alla moglie Antonia Fieramonte, morta a soli 42 anni nel 1956. Il mausoleo fu progettato dall'architetto e urbanista francese Paul Herbé, ma venne completato solo nel 1996.
- Monumento funebre degli Apulei, presso la piazza centrale del paese.
- MuCaM - Museo Civico Archeologico Mentana e dell'Agro Nomentano. Il museo è stato inaugurato in streaming il 7 novembre 2020. Negli spazi di Galleria Borghese, in piazza G.Garibaldi, il MuCam conserva materiali archeologici, in particolare architettonici, rilievi e sarcofagi marmorei provenienti dal Municipio Romano di Nomentum (I sec.aC - II sec. dC) e dall'Agro Nomentano. Eccezionale l'insieme dei reperti provenienti dall'area sacra in località Casale Santucci: tra la fine dell'età repubblica e quella augustea, a sud ovest del Casale omonimo, sulle pendici della collina, sorgeva un importante luogo di culto extra urbano, ubicato lungo la via Nomentana, che comprendeva almeno un edificio pubblico, probabilmente un tempio, e un'ara sacra con rilievo rappresentante una processione rituale di tori condotti al sacrificio. L'utima sezione del MuCam permette al visitatore di approfondire la conoscenza della storia antica della città attraverso un percorso nel centro storico di Mentana dove, con l'aiuto di una mappa, si possono ammirare gli antichi pezzi in marmo provenienti da Nomentum, che oggi, abbelliscono e rendono unici i vicoli e le piazze del borgo medievale.
- archivio storico
- biblioteca comunale Carlo magno
- teatro all'aperto

### Aree naturali
- Riserva naturale di Nomentum
- Riserva naturale Macchia di Gattaceca e Macchia del Barco
- Riserva naturale della Marcigliana

### Siti archeologici
Nella riserva sono compresi i resti della città antica: sulla collina di Montedoro (nella frazione Casali) sono affiorati resti delle mura urbane del IV secolo a.C., mentre la necropoli ha restituito 35 sepolture, riferibili a persone delle classi sociali più povere, databili ad un periodo compreso tra il II secolo a.C. e la fine dell'Impero Romano.

## Società

### Evoluzione demografica
Abitanti censiti

Il notevole abbassamento demografico del 2001 è dovuto alla nascita del nuovo comune di Fonte Nuova, il cui territorio è stato scorporato dal comune di Mentana.

## Cultura

### Istruzione

#### Musei
- Museo nazionale della campagna dell'Agro Romano per la liberazione di Roma: opera dell'architetto Giulio De Angelis, conserva i cimeli della campagna garibaldina del 1867 e testimonianze della storia risorgimentale[11]. Il 3 novembre 2017, in occasione dei 150 anni della Battaglia di Mentana, è stata inaugurata una nuova ala multimediale
- Museo Civico Archeologico Agro Nomentano - MuCaM inaugurato il 7 novembre 2020 nello spazio denominato Galleria Borghese
- Museo delle maschere  teatrali e burattini
- Museo di scienze naturali e ambientali

### Cucina
Un prodotto tipico di Mentana è rappresentato dalle "ciambelle a cancello", in dialetto ciammelle a cancellu, con farina, anice, e olio extra vergine di oliva D.O.P., salate; la pizza mentanese; i maccheroni “a centonara”; la pizza “de magru”, detta anche dolce de magru, con vino, zucchero, farina e olio, tipicamente collegata alla Pasqua.

### Eventi
- Notte tra il 5 e il 6 gennaio: Li Zuffiatelli
- 17 gennaio: Tradizionale benedizione degli animali in onore di sant'Antonio abate
- Dal 2012 nel mese di aprile si svolge la Gran Fondo "La Garibaldina" classica gara amatoriale di ciclismo organizzata dal Gruppo Ciclistico Ciccolini Mentana
- 3 novembre - Celebrazione della Battaglia di Mentana (3/11/1867)

## Economia

### Agricoltura
È uno dei comuni della città metropolitana di Roma il cui territorio è compreso nell'area di produzione dell'olio di oliva di origine protetta Sabina.

## Infrastrutture e trasporti

### Ferrovie
|  | È raggiungibile dalla stazione di Monterotondo-Mentana. |

|  | È raggiungibile dalla stazione di Monterotondo-Mentana. |

### Mobilità extra-urbana
- I collegamenti bus sono serviti da COTRAL[15] e per il TPL dalla società Corsi e Pampanelli[16].

## Amministrazione

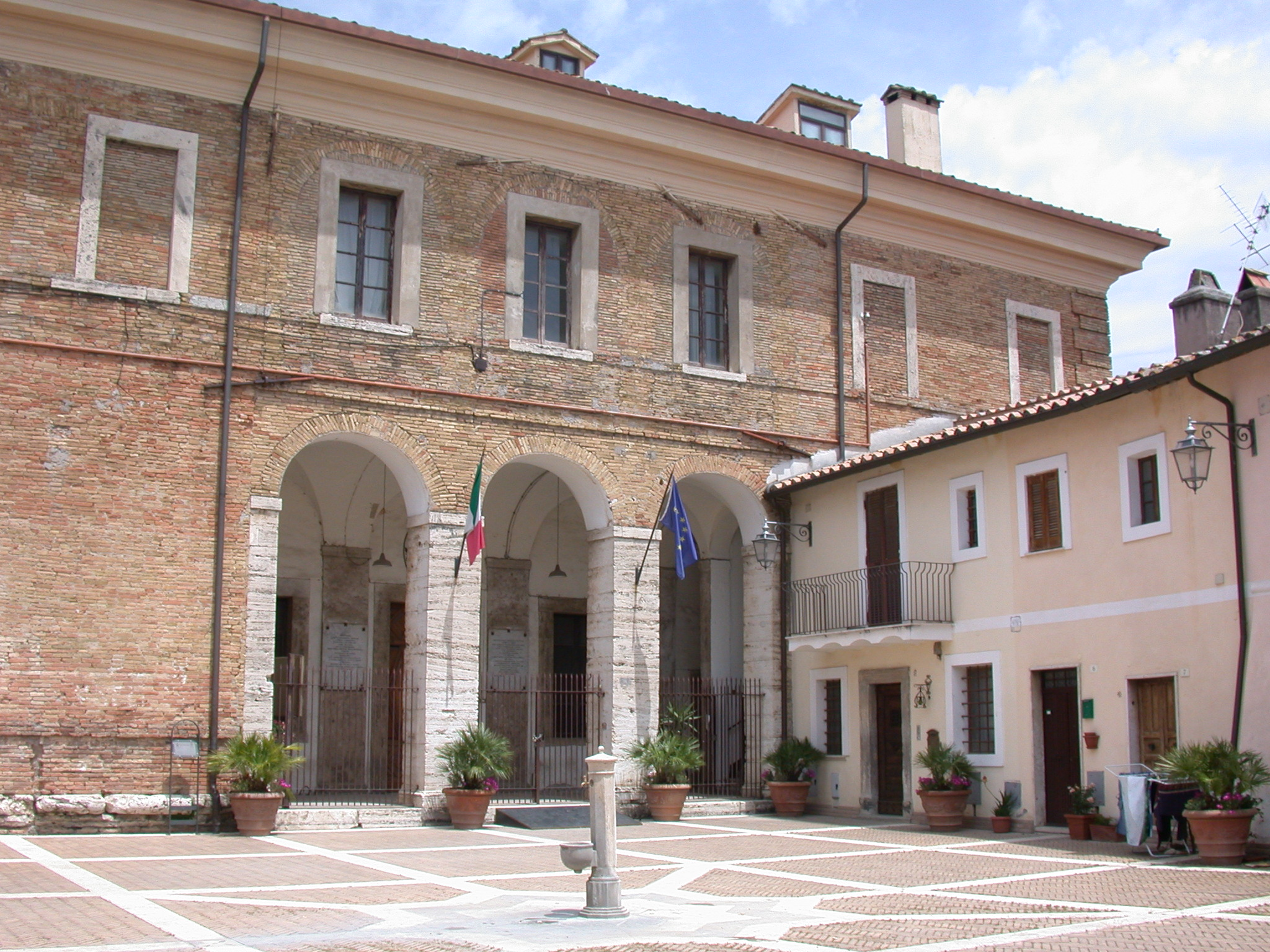
Palazzo Orsini, sede dell'amministrazione comunale

Nel 2002 il territorio del comune di Mentana è stato suddiviso nei due comuni di Mentana e di Fonte Nuova: il primo comprende le frazioni di Mentana centro, di Casali e di Castelchiodato, mentre il secondo Tor Lupara di Guidonia e le frazioni di Santa Lucia e Tor Lupara più la località di Selva dei Cavalieri e parte della località detta "delle Molette" che appartenevano alla frazione di Casali.

## Sport

### Calcio
- Mentana calcio 2019 (colori sociali bianco verde), che milita nel campionato di Seconda categoria.
- Città di Mentana 1947 (colori sociali bianco blu amaranto), che milita nel campionato di Terza Categoria.

### Ciclismo
La prima società ciclistica della città è il Gruppo Ciclistico Ciccolini Mentana. Fondata nel 1978 da Arnaldo Ciccolini. Questa società ciclistica vanta il raggiungimento dei migliori risultati a livello regionale e nazionale.
Il 14/05/19 Mentana fa parte del percorso della quarta tappa del giro d'Italia 2019

### Pallavolo
- Danima Spes Mentana che nel 2019-2020 milita nel campionato femminile di Serie C.[18]

Pallanuoto
Reds Mentana
Basket e Volley
Spes Mentana

### Impianti sportivi
A Mentana, in località "Mezzaluna",  sono attivi sin dal 1984 un palazzo del ghiaccio. e una piscina